# Christopher McQuarrie
Christopher McQuarrie (Princeton, New Jersey, 1968. június 12.–) Oscar-díjas amerikai forgatókönyvíró, filmrendező és filmproducer. 
A legjobb eredeti forgatókönyvnek járó BAFTA-díjat, Independent Spirit Awardot és Oscar-díjat kapott a Közönséges bűnözők (1995) című neo-noir misztikus filmért.
Rendezői debütálása a Hullahegyek, fenegyerek (2000) című krimi volt. Gyakran dolgozik együtt Tom Cruise-zal, ő írta és rendezte a Jack Reacher (2012), Mission: Impossible – Titkos nemzet (2015), Mission: Impossible – Utóhatás (2018), Mission: Impossible – Leszámolás (2023) és Mission: Impossible – A végső leszámolás (2025) című filmeket. Továbbá olyan Cruise-filmek írója volt, mint a Valkűr (2008), A holnap határa (2014), A múmia és a Top Gun: Maverick (2022).

## Fiatalkora
1968. június 12-én született a New Jersey állambeli Princetonban. A West Windsor-Plainsboro High School South 1986-ban való elvégzése után asszisztensként dolgozott a Christ Church Grammar Schoolban a nyugat-ausztráliai Perthben,
2013-ban így emlékezett vissza: „Egy átmeneti programot ajánlottak fel nekem... Véletlenszerűen választottam egy helyet, és végül a Christ Church Grammar School-nál kötöttem ki. Az iskolában laktam, és a kollégiumban dolgoztam – bár nagyon kevés munkát végeztem.”. Kilenc hónap után kirúgták: „Három hónapig stoppoltam, hazajöttem, nagyjából egy hónapig céltalanul tengődtem, aztán azonnal elkezdtem dolgozni egy nyomozóirodánál… [Ez] valójában egy felmagasztalt biztonsági őri állás volt. Azt hiszem, a négy év alatt, amíg ott dolgoztam, összesen hat nyomozást végeztem”.

## Filmográfia

### Film
| Év   | Magyar cím                               | Eredeti cím                               | Feladatkör | Feladatkör | Feladatkör |
| Év   | Magyar cím                               | Eredeti cím                               | Rendező    | Író        | Producer   |
| ---- | ---------------------------------------- | ----------------------------------------- | ---------- | ---------- | ---------- |
| 1993 |                                          | Public Access                             | Nem        | Igen       | Nem        |
| 1995 | Közönséges bűnözők                       | The Usual Suspects                        | Nem        | Igen       | Nem        |
| 2000 | Hullahegyek, fenegyerek                  | The Way of the Gun                        | Igen       | Igen       | Nem        |
| 2008 | Valkűr                                   | Valkyrie                                  | Nem        | Igen       | Igen       |
| 2010 | Az utazó                                 | The Tourist                               | Nem        | Igen       | Nem        |
| 2012 | Jack Reacher                             | Jack Reacher                              | Igen       | Igen       | Nem        |
| 2013 | Az óriásölő                              | Jack the Giant Slayer                     | Nem        | Igen       | Nem        |
| 2014 | A holnap határa                          | Edge of Tomorrow                          | Nem        | Igen       | Nem        |
| 2015 | Mission: Impossible – Titkos nemzet      | Mission: Impossible – Rogue Nation        | Igen       | Igen       | Nem        |
| 2016 | Jack Reacher: Nincs visszaút             | Jack Reacher: Never Go Back               | Nem        | Nem        | Igen       |
| 2017 | A múmia                                  | The Mummy                                 | Nem        | Igen       | Nem        |
| 2018 | Mission: Impossible – Utóhatás           | Mission: Impossible – Fallout             | Igen       | Igen       | Igen       |
| 2022 | Top Gun: Maverick                        | Top Gun: Maverick                         | Nem        | Igen       | Igen       |
| 2023 | Mission: Impossible – Leszámolás         | Mission: Impossible – Dead Reckoning      | Igen       | Igen       | Igen       |
| 2024 | Mission: Impossible – A végső leszámolás | Mission: Impossible – The Final Reckoning | Igen       | Igen       | Igen       |

Nem hitelesített írói munkái
| Év   | Magyar cím                             | Eredeti cím                          | Forr.               |
| ---- | -------------------------------------- | ------------------------------------ | ------------------- |
| 1997 | Batman és Robin                        | Batman & Robin                       | [ 6 ] [ 7 ]         |
| 2000 | X-Men – A kívülállók                   | X-Men                                | [ 8 ] [ 9 ]         |
| 2011 | Mission: Impossible – Fantom protokoll | Mission: Impossible – Ghost Protocol | [ 10 ] [ 11 ]       |
| 2013 | Z világháború                          | World War Z                          | [ 12 ] [ 13 ]       |
| 2013 | Farkas                                 | The Wolverine                        | [ 14 ] [ 9 ] [ 15 ] |
| 2016 | Zsivány Egyes – Egy Star Wars-történet | Rogue One                            | [ 16 ]              |

### Televízió
| Év   | Magyar cím        | Eredeti cím     | Feladatkör | Feladatkör      | Megjegyzések |
| Év   | Magyar cím        | Eredeti cím     | Író        | Vezető producer | Megjegyzések |
| ---- | ----------------- | --------------- | ---------- | --------------- | ------------ |
| 1994 | New York rendőrei | NYPD Blue       | Történet   | Nem             | 1 epizód     |
| 1997 |                   | The Underworld  | Igen       | Nem             | tévéfilm     |
| 2010 |                   | Persons Unknown | 1 epizód   | 13 epizód       | alkotó       |
| 2022 | Reacher           | Reacher         | Nem        | 8 epizód        |              |

## Díjak és elismerések
| Év   | Díj                          | Kategória                      | Jelölés tárgya                   | Eredmény |
| ---- | ---------------------------- | ------------------------------ | -------------------------------- | -------- |
| 1993 | Sundance Filmfesztivál       | Zsűri nagydíj                  | Public Access                    | Elnyerte |
| 1995 | Oscar-díj                    | Legjobb eredeti forgatókönyv   | Közönséges bűnözők               | Elnyerte |
| 1995 | BAFTA-díj                    | Legjobb eredeti forgatókönyv   | Közönséges bűnözők               | Elnyerte |
| 1995 | Independent Spirit-díj       | Legjobb forgatókönyv           | Közönséges bűnözők               | Elnyerte |
| 1995 | Edgar Allan Poe-díj          | Legjobb film                   | Közönséges bűnözők               | Elnyerte |
| 2014 | Hugo-díj                     | Legjobb forgatókönyv           | A holnap határa                  | Jelölve  |
| 2014 | Szaturnusz-díj               | Legjobb forgatókönyv           | A holnap határa                  | Jelölve  |
| 2017 | Arany Málna díj              | Legrosszabb forgatókönyv       | A múmia                          | Jelölve  |
| 2018 | Szaturnusz-díj               | Legjobb forgatókönyv           | Mission: Impossible – Utóhatás   | Jelölve  |
| 2022 | Writers Guild of America-díj | Legjobb adaptált forgatókönyv  | Top Gun: Maverick                | Jelölve  |
| 2022 | Oscar-díj                    | Legjobb film                   | Top Gun: Maverick                | Jelölve  |
| 2022 | Oscar-díj                    | Legjobb adaptált forgatókönyv  | Top Gun: Maverick                | Jelölve  |
| 2022 | Golden Globe-díj             | Legjobb filmdráma              | Top Gun: Maverick                | Jelölve  |
| 2022 | Satellite-díj                | Legjobb forgatókönyv adaptáció | Top Gun: Maverick                | Jelölve  |
| 2024 | Szaturnusz-díj               | Legjobb forgatókönyv           | Mission: Impossible – Leszámolás | Jelölve  |

## Fordítás
- Ez a szócikk részben vagy egészben  a   Christopher McQuarrie című angol Wikipédia-szócikk fordításán alapul.  Az eredeti cikk szerkesztőit annak laptörténete sorolja fel. Ez a jelzés csupán a megfogalmazás eredetét és a szerzői jogokat jelzi, nem szolgál a cikkben szereplő információk forrásmegjelöléseként.